# Mayer, Syria
Mayer (tiếng Ả Rập: ماير) là một thị trấn ở phía bắc Syria, một phần hành chính của quận A'zaz của tỉnh Aleppo, nằm về phía tây bắc của Aleppo. Các địa phương gần đó bao gồm Kafr Naya ở phía đông bắc và Nubl ở phía tây. Theo Cục Thống kê Trung ương Syria, Mayer có dân số 4.772 trong cuộc điều tra dân số năm 2004.